# Thompson Falls
Thompson Falls (ktunaxa: ʔa·kaxapqǂi·nana, salish: sq̓eyɫkʷum) és una població dels Estats Units a l'estat de Montana. Segons el cens del 2000 tenia 1.321 habitants.

## Demografia
Segons el cens del 2000, Thompson Falls tenia 1.321 habitants, 549 habitatges, i 357 famílies. La densitat de població era de 274,2 habitants per km².
Dels 549 habitatges en un 28,1% hi vivien nens de menys de 18 anys, en un 53,7% hi vivien parelles casades, en un 9,1% dones solteres, i en un 34,8% no eren unitats familiars. En el 31% dels habitatges hi vivien persones soles el 14,9% de les quals corresponia a persones de 65 anys o més que vivien soles. El nombre mitjà de persones vivint en cada habitatge era de 2,36 i el nombre mitjà de persones que vivien en cada família era de 2,92.
Per edats la població es repartia de la següent manera: un 25,1% tenia menys de 18 anys, un 6,4% entre 18 i 24, un 24,3% entre 25 i 44, un 27,2% de 45 a 60 i un 17% 65 anys o més.
L'edat mediana era de 41 anys. Per cada 100 dones de 18 o més anys hi havia 92 homes.
La renda mediana per habitatge era de 28.103 $ i la renda mediana per família de 31.544 $. Els homes tenien una renda mediana de 28.125 $ mentre que les dones 18.333 $. La renda per capita de la població era de 13.245 $. Aproximadament el 13,6% de les famílies i el 16,1% de la població estaven per davall del llindar de pobresa.

## Poblacions més properes
El següent diagrama mostra les poblacions més properes.